# Ерекли
Ерекли, още Ереклия или Иракли или Ириклия (на гръцки: Κορομηλιά, Коромилия, катаревуса Κορομηλέα, Коромилеа, до 1927 година Ερεκλή, Ерекли), е село в Егейска Македония, Гърция, дем Кукуш, област Централна Македония с 657 жители (2001).

## География
Селото е разположено на 10 километра северно от Кукуш (Килкис).

## История

### В Османската империя
В „Етнография на вилаетите Адрианопол, Монастир и Салоника“, издадена в Константинопол в 1878 година и отразяваща статистиката на населението от 1873 година, Ериклия (Erikliya) е посочено като село в каза Аврет хисар с 65 къщи и 42 жители мюсюлмани и 289 българи. Според Васил Кънчов („Македония. Етнография и статистика“) в 1900 година Иракли (Ерикли) има 290 жители българи и 100 турци. Цялото село на практика е под върховенството на Българската екзархия. По данни на секретаря на Българската екзархия Димитър Мишев („La Macédoine et sa Population Chrétienne“) в 1905 година в Ираклия (Iraklia) има 336 българи екзархисти и в него работи едно българско училище с един учител и 30 ученици.
При избухването на Балканската война в 1912 година двама души от Иракли са доброволци в Македоно-одринското опълчение.

### В Гърция
След Междусъюзническата война Ерекли попада в Гърция. В 1927 година селото е прекръстено на Коромилеа. Населението на селото се изселва в България и Турция и на негово място са настанени гърци бежанци. В 1928 година Ерекли е представено като чисто бежанско село със 131 бежански семейства и 388 души.

## Личности
Родени в Ерекли
- Иван Дионисов, български опълченец, I опълченска дружина, убит на 19 юни 1877 г.[9]
- Никола Димов, македоно-одрински опълченец, нестроева рота на 14-а Воденска дружина[10]
- Кольо Динев, македоно-одрински опълченец, Кукушка чета[11]
- Стоян Митов Манолов с псевдоним „Киро Янев“, български революционер, деец и четник на ВМРО.[12]